# Свято-Введенская церковь (Берислав)
Свято-Введенская церковь — православный храм в городе Берислав. Первое название — Воскресенская церковь. Памятник архитектуры XVIII века. Построенный в 1725 году из дуба, кровля железная. В 1784 году храм был переправлен казаками из запорожской крепости Переволочной по Днепру в Берислав. С 1939 по 1941 год храм был закрыт, и только чудом он уцелел, его хотели разобрать на дрова. Сегодня культовое сооружение принадлежит общине УПЦ (МП).
Образец средненадднепрянской школы украинского сакрального строительства.

## История
В 1725 году церковь была возведена как походный военный храм в казачьей крепости Переволочной Полтавской губернии (ныне Днепропетровская область), на границе Запорожской сечи. Это за 350 километров от места, где сейчас находится.
Вначале XV в. эти земли (ныне Бериславский район) были южными границами Великого княжества Литовского. Тут находилась таможня, известная под названием Витовтовая. Здесь существовала переправа через Днепр — Таванский перевоз, получившая название от острова Тавань. В XVI в. эти земли захватило Крымское ханство, а на месте таможни построили крепость Кизи-Кермен («Девичья крепость»), которая стала преградой для проникновения легких судов («чаек») запорожских казаков в низовья Днепра и Чёрное море. Во время Крымского похода в 1689 г. русская армия под командованием князя В. Голицына безуспешно пыталась захватить крепость. Только в 1695 г. после длительной осады русские войска, в рядах которых ударную роль играли запорожские казаки, сумели овладеть Кизи-Керменом и эти земли отошли к Российской империи.
В 1784 году казаки переправили храм по Днепру в Кизи-Кермен, который в том же году получил статус города и был переименован в Берислав. По преданию, на плоту, на котором переправляли храм, было написано «Бери и славь». От этого и пошло название города.
 «Именно в то время по указу императрицы Екатерины началось заселение юга Украины, и полтавчане вместе с собой забрали эту святыню, — рассказывал отец Александр. — Существует две версии её доставки. Согласно первой, церковь была целиком сплавлена по Днепру, но в этом случае от неё остались бы одни щепки. Поэтому более достоверной я считаю вторую версию, согласно которой храм сначала разобрали, все части пронумеровали, сплавили на плотах и потом восстановили на новом месте, собрав его без единого гвоздя.» 
Среди бериславцев же ходит легенда о том, что Введенская церковь была смыта весенним паводком и приплыла по реке до города.
Редчайший случай в истории украинской архитектуры, но самое старое строение города старше самого Берислава более чем на полвека.
После доставки церковь установили в историческом центре города, на месте нынешнего районного Дома культуры, и освятили в честь Воскресения Христова (Пасхи). В 1853 году, в разгар Крымской войны, по неизвестной причине церковь перенесли за черту Берислава — на место, где было основано Введенское кладбище. Сам же храм переосвятили в честь Введения во храм Пресвятой Богородицы. На прежнем же месте была воздвигнута величественная церковь, которую позже советская власть сравняла с землей.
Как и все другие православные святыни, в первой половине XX века Свято-Введенская церковь была закрыта. Незадолго до начала Второй мировой войны прозвучало даже предложение разобрать её на дрова и сжечь: деревья тогда были большой редкостью в степных краях.
 «Но Бог сохранил это святое место, рассказывал настоятель. - Духовная же жизнь в храме возродилась лишь с приходом немцев в 1941 году. Они нашли чудом выжившего отца Даниила, у которого был перебит позвоночник, и буквально заставили возобновить службу.» 
Сейчас Свято-Введенская церковь является охраняемым государством памятником архитектуры XVIII столетия.

## Архитектура
Построена церковь в стиле, характерном для народной архитектуры. Она является одной из немногих дошедших до наших дней образцов деревянного запорожского зодчества.
Церковь относится к крестово-купольному типу, имеет продольно-осевую композицию, основной объём — восьмигранный, апсида — пятигранная. К основному объёму с севера, юга и запада пристроены гранёные притворы.
Церковь — однокупольная, увенчана странным, похожим на татарский, полигональным сферическим куполом с небольшой луковичной маковкой. Церковь выкрашено в яркий голубой цвет с зелеными вставками. Она срублена из дубовых брёвен, обшита досками вертикально, поставлена на каменный фундамент, крытая железом.
Центральное окно над главным входом имеет форму креста. К главной двери ведут бетонные ступеньки. Высота церкви составляет 17 метров.

## Интересные факты
- В 1939 году (во время закрытия храма) настоятель раздал всю церковную утварь прихожанам на хранение «до лучших времен».
- В 1947 году молния ударила в купол деревянной церкви, и он загорелся. Водоснабжения в городе не было, и чтобы погасить пожар, люди носили воду прямо из Днепра.
- В интерьере храма есть несколько уникальных икон XVIII века, старинный деревянный напрестольный крест, подаренный запорожцами и старопечатное Евангелие (1697 г.)